# Nglondong
Nglondong is een bestuurslaag in het regentschap Temanggung van de provincie Midden-Java, Indonesië. Nglondong telt 1736 inwoners (volkstelling 2010).